# Кейпене

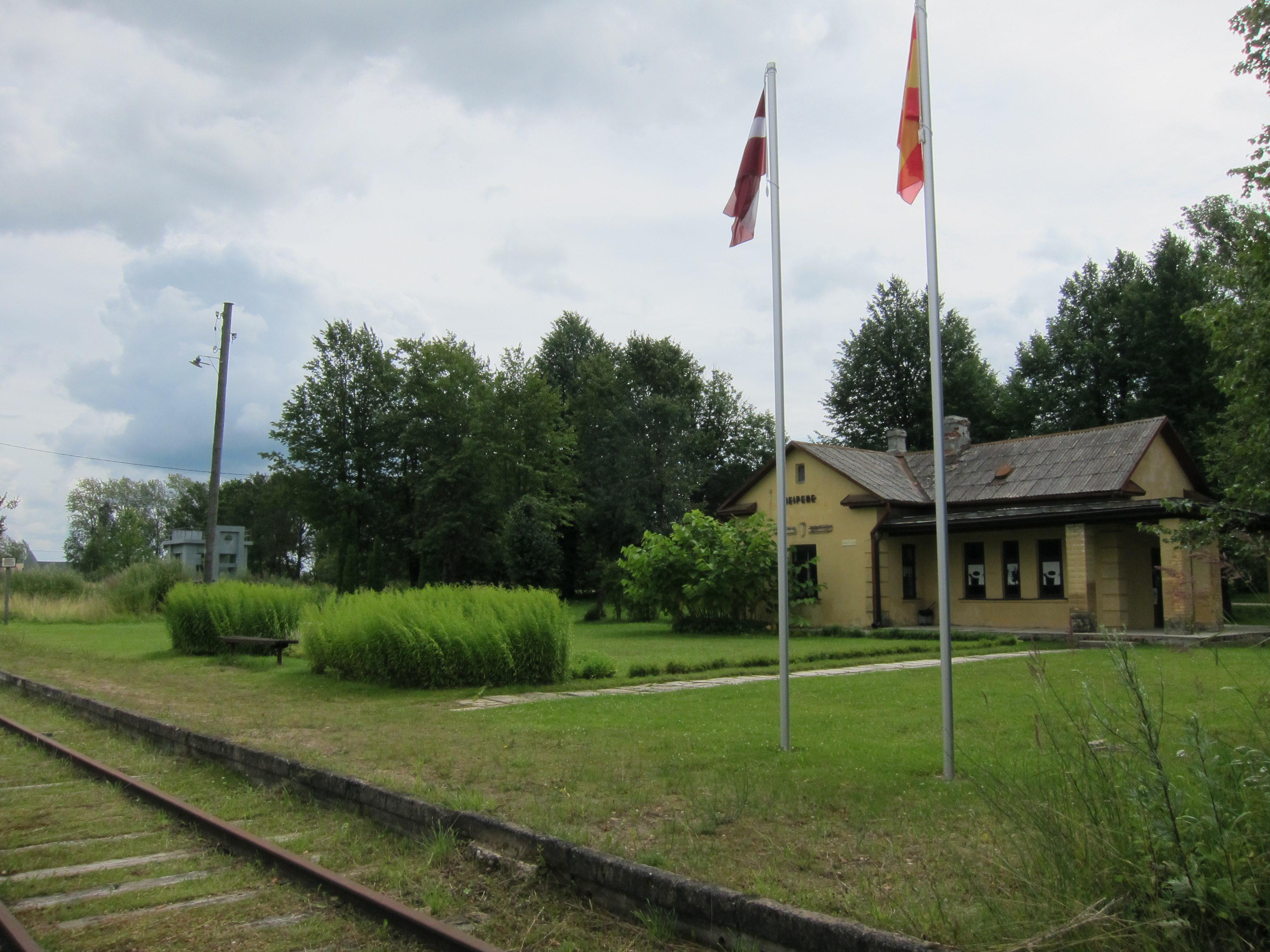
Закрытая железнодорожная станция

Ке́йпене (латыш. Ķeipene) — населённый пункт в Огрском крае Латвии. Административный центр Кейпенской волости. Находится на перекрёстке региональных автодорог P4 (Рига — Эргли) и P32 (Аугшлигатне — Скривери). Расстояние до города Огре составляет около 47 км. По данным на 2018 год, в населённом пункте проживало 460 человек. Есть волостная администрация, начальная школа, детский сад, народный дом, библиотека, почтовое отделение, магазином и закрытая железнодорожная станция на линии Рига — Эргли.

## История
До начала XX века село являлось центром поместья Яункейпене (Ной-Кайпен). 
В советское время населённый пункт был центром Кейпенского сельсовета Огрского района. В селе располагалась центральная усадьба совхоза «Кейпене».

## Динамика населения
| Год  | Жителей |
| ---- | ------- |
| 1989 | 759     |
| 2000 | 760     |
| 2008 | 620     |
| 2014 | 523     |
| 2018 | 460     |

## Достопримечательности
- Парк;
- Старый дуб (окружность 6,1 м);
- Памятник жертвам советских репрессий (открыт в 2000 году).